# Max Steck
Max Steck (* 1. Dezember 1907 in Basel; † 12. September 1971 in Prien am Chiemsee) war ein deutsch-schweizerischer Mathematiker und Mathematikhistoriker, der heute in erster Linie für die bibliographische Erschließung der Schriften von Johann Heinrich Lambert bekannt ist.

## Leben
Steck begann sein Studium 1927 an der Universität Basel. Im Juli 1932 legte er an der Ruprecht-Karls-Universität Heidelberg das Rigorosum in den Fächern Mathematik, Physik und Philosophie mit der Note sehr gut ab und promovierte im darauffolgenden November bei Heinrich Liebmann über Das Zeuthensche Postulat und das Prinzip der Vertauschung zur Begründung der projektiven Geometrie mit der Note sehr gut. Steck habilitierte sich 1938. In den Jahren 1941 bis 1944 hatte er einen Lehrauftrag im Fach Geometrie an der Ludwig-Maximilians-Universität München. Max Steck war ein Schüler und guter Freund des Schweizer Mathematikers Andreas Speiser.
In der Zeit des Nationalsozialismus war Steck ein Vertreter der sog. Deutschen Mathematik und veröffentlichte auch mehrere Aufsätze über Geometrie in der gleichnamigen Zeitschrift.
Im Jahre 1939 reichte Steck, kurz nachdem Heinrich Liebmann verstorben war, einen Aufsatz zur Veröffentlichung für die Mathematischen Annalen ein, der seinem wegen teilweise jüdischer Abstammung 1935 entlassenen Doktorvater Liebmann gewidmet war. Erich Hecke, der auf Steck durch dessen Habilitation aufmerksam geworden war, schrieb daraufhin an Heinrich Behnke, dass man Steck auf die Schwierigkeiten hinweisen müsse, die er sich mit solch einer Widmung einhandeln könne. Stecks Aufsatz erschien schließlich in den Mathematische Annalen 117 ohne die Widmung. In anderen Schriften äußerte sich Steck allerdings selbst äußerst antisemitisch – z. B. bezeichnet er Moritz Geigers Vorgehensweise „in Analogie zu den gleichzeitigen Modeerscheinungen in der Kunst“ als „entartete Mathematik“.
Max Steck, der sich mit mathematikhistorischen und philosophischen Fragen beschäftigte, gehörte zum weltanschaulichen Kreis um Hugo Dingler und zum „Gestaltkreis“ um Viktor von Weizsäcker, Wilhelm Troll, Karl Lothar Wolf und Wilhelm Pinder, der die Zeitschrift „Die Gestalt - Abhandlungen zu einer allgemeinen Morphologie“ herausgab und in den 1940ern an der Martin-Luther-Universität Halle-Wittenberg Kolloquien veranstaltete.
Innerhalb der Deutschen Mathematik entwickelte Max Steck eine eigene weitgehend isolierte Position, in der er einerseits den Formalismus (von z. B. Hilbert) scharf angriff (wofür er z. B. Gödels Unvollständigkeitssatz und Gentzens Besprechung davon anführt), sich jedoch andererseits auch vom Logizismus (von z. B. Heinrich Scholz) und vom Intuitionismus (von z. B. Ludwig Bieberbach) abgrenzte. Er warf dem Formalismus, dem er eine „einmalige Leistung“ zugestand, eine „Einschränkung auf das Kalkülhafte“ und Entfernung von erkenntnistheoretischem Sinn und Bedeutung vor, und forderte eine Ergänzung um die „Gestalt“, wobei die „Gestalten“ dort seien, „wo sich das Begriffliche realisiert“ als „Modell“. Max Steck selbst nannte seinen mathematikphilosophischen Ansatz „idealistisch“ und sprach von einer Vorgehensweise im Geiste von Immanuel Kant und dem deutschen Idealismus. Zudem plädierte er für die Hinzunahme einer kunsttheoretischen Terminologie von z. B. Heinrich Wölfflin. In dem gleichnamigen Werk wird als philosophisches „Hauptproblem“ der Mathematik die Aufklärung des Verhältnisses von Inhalt und Formalismus bezeichnet. Ein reiner Formalismus hat laut Steck unendlich viele mögliche Realisierungen und wird „zum spezifisch mathematischen Gegenstand und zur genuin mathematischen Aussage“ erst durch eine sprachliche oder zeichnerische Deutung.
Im Jahre 1952 wurde Steck Professor an der Staatlichen Akademie für angewandte Technik Nürnberg, die heute zur Georg-Simon-Ohm-Hochschule Nürnberg gehört. 1957 wurde er Professor an der Akademie für Bautechnik München.

### Zitate
„Beide, Mathematik und Kunst, umschließt die Gestalt, die im Mathematischen im rein gedanklichen, der Welt des Denkens angehörenden Sinngebilde, in der Kunst im vollendeten, der Welt der Wirklichkeit angehörenden Kunstwerk vorliegt. ... Aus den Urgründen des schöpferischen Gedankens und unter dem Drange nach Ordnung desselben formen Mathematik und Kunst ein Gebilde sinnvollster Wesenhaftigkeit. In der Mathematik ist es die Wahrheit, die dabei zu ergreifen ist; in der Kunst ist es die Schönheit, die der Künstler zu fassen sucht. Das Wahre ist in der Mathematik schön; das Schöne ist in der Kunst wahr. ... Hier formt sich organisch aus jener anschaulichen Schau der Idee heraus (man hat es oft „Intuition“ genannt) unter Bildnerhänden die künstlerische Idee zur Plastik, zum Gemälde, zum Ornament, zum Bauwerk, zur gestalteten Sprache, zur Fuge oder zur Symphonie, zum Lied oder zum Chorwerk. Dort formt sich unter dem Zwange einer einheitlichen Sehform des Mathematischen, unter der Erfindungskraft des Denkens in widerspruchsfreier, eindeutiger Begrifflichkeit die mathematische Idee zum geometrischen Gebilde und zur Erkenntnis seiner Eigenschaften, zur zahlenbeziehungsetzenden Formel, zum mathematischen Theorem schlechthin.“

„Diese Dinge (die mathematischen Gegenstände) sind nur in und mit uns und unserem denkerischen und erlebenden Vermögen in ihrem widerspruchsfreien Gedachtwerden (als Ideen) da. – Es gibt Gedankendinge (mathematischer Art) kraft meines eigenen Seins als lebendige, erlebende, denkende Seele, als materieller, fleischlicher, auf sinnliche Eindrücke reagierender Körper. ... Mathematische Dinge werden durch ein widerspruchsfreies Denken erst schöpferisch erzeugt; nach diesem Denkakt (und dieser Erlebensschöpfung) haben sie Sein und nur durch dieses subjektabhängige, setzende Denken (und schöpferische Erleben) gibt es sie.“

## Auszeichnungen und Ehrungen
- Lambert-Preis der Zürcher Schnyder-von-Wartensee-Stiftung, 1944[12]
- 1945 wurde er zum Mitglied der Deutschen Akademie der Naturforscher Leopoldina gewählt.[13]

## Werke (Verfasser, Herausgeber)
- 1932 – Das Zeuthensche Postulat und das Prinzip der Vertauschung zur Begründung der projektiven Geometrie; Dissertation, Universität Heidelberg
- 1941 – Die Wahrnehmung des Raumes als psychologischer Vorgang, Leipzig, zusammen mit Gustav Johannes von Allesch
- 1941 – Über das Wesen des Mathematischen und die mathematische Erkenntnis bei Kepler, Leipzig
- 1942 – Mathematik als Begriff und Gestalt, Halle an der Saale
- 1942 – Das Hauptproblem der Mathematik, Berlin, Dr. Georg Lüttke Verlag
- 1943 – Mathematischer Idealismus, In: Kant-Studien, Januar 1943
- 1943 – Mathematik und Kunst, Berlin, Dr. Georg Lüttke Verlag
- 1943 – Johann Heinrich Lambert, Schriften zur Perspektive. Herausgegeben und eingeleitet von Max Steck, Berlin
- 1945 – Proklus Diadochus 410-485: Kommentar zum ersten Buch von Euklids „Elementen“, übers. von Leander Schönberger (1882–1943), herausgegeben von Max Steck. Halle an der Saale; in Zusammenarbeit mit Emil Abderhalden
- 1946 – Grundgebiete der Mathematik, Heidelberg (Winters Studienführer. Gruppe 2: Naturwissenschaft und Mathematik)
- 1948 – Dürers Gestaltlehre der Mathematik und der bildenden Künste, Halle an der Saale
- 1957 – Dürer. Eine Bildbiographie, zusammen mit Wilhelm Rüdiger
- 1961 – Albrecht Dürer. Schriften, Tagebücher, Briefe, Stuttgart
- 1969 – Albrecht Dürer als Kunsttheoretiker. Die geistes- und problemgeschichtliche Stellung seiner Proportionslehre im Kunstraum der Renaissance, Zürich
- 1969 – Vier Bücher von menschlicher Proportion, Nürnberg 1528 (Faksimile des Dürerwerkes herausgegeben v. Max Steck, 2 Bände)
- 1981 – Bibliographia Euclideana. Die Geisteslinien der Tradition in den Editionen der „Elemente“ des Euklid um 365–300. Handschriften, Inkunabeln, Frühdrucke 16. Jahrhundert. Textkritische Editionen des 17.–20. Jahrhunderts. Editionen der Opera minora (16.–20. Jahrhundert). (posthum herausgegeben von Menso Folkerts)